# 흡관아목
흡관아목(Suborder Glossata, 선훼아목旋喙亞目)은 나비목에 속하는 4개 아목의 하나이다. 태엽처럼 말린 나선 모양의 빨대주둥이(proboscis)를 지닌, 거의 모든 나방 및 나비 상과들을 포함하고 있다. 원시나방아목, 비흡관아목, 교차이형나방아목 참조]. 흡관아목은 아래와 같은 여섯 개 하목(infraorder)으로 나뉜다.

## 분류
- 흡관아목 (Glossata)
  - 선조나방하목 (Dacnonypha)
    - 좀날개나방상과 (Eriocranioidea)

  - 좁은날개나방하목 (Acanthoctesia)
    - 좁은날개나방상과 (Acanthopteroctetoidea)

  - 호주잔날개나방하목 (Lophocoronina)
    - 호주잔날개나방상과 (Lophocoronoidea)

  - 옛나방하목 (Neopseustina)
    - 옛나방상과 (Neopseustoidea)

  - 외공하목 (Exoporia)
    - 므네사르카이아상과 (Mnesarchaeoidea)
    - 박쥐나방상과 (Hepialoidea)

  - 이맥하목 (Heteroneura)
    - 36개 상과 포함